# エリマリ姉妹
エリマリ姉妹（エリマリしまい）は、姉のエリカと妹のマリナによる日本のグラビアアイドル、TikToker。エリカ&マリナとも呼ばれる。元芸映所属。

## 来歴
東京都出身。日本人の父とルーマニア人の母の間に生まれる。ルーマニアには東日本大震災後の3か月間のみ在住していた。
エリカが中学1年生の時に芸能界に憧れて、スカウトされることを目的に家族全員で原宿へ出掛けたところ、姉妹でスカウトを受けて芸映に入所した。
Vine、musical.lyを経て、2018年よりTikTokでの動画投稿を開始して注目を集め、6月時点で姉妹を合わせて70万のフォロワーを獲得。
2018年6月11日発売の『週刊ヤングマガジン』にて姉妹でグラビアに起用され、グラビアアイドルデビュー。話題を呼び、『ダウンタウンDX』などの人気テレビ番組にも出演。同年末に芸映を退所。
2021年にマリナが芸名を「百瀬まりな」へ改名。この頃より個人での活動が中心となる。
2024年6月26日にエリカがタレントのロイとYouTuberコンビ「外資系銀行員AB」を結成。
2025年3月17日発売の『週刊ヤングマガジン』にて6年ぶりにグラビアに登場。

## 出演

### テレビ番組
- ワイドナショー（2018年、フジテレビ） - 人気TikTokerとして
- 1周回って知らない話（2018年11月21日、日本テレビ） - 今どきの芸能人代表
- ダウンタウンDX（2018年12月6日、日本テレビ） - ゲスト
- くりぃむナンチャラ（2018年12月22日、テレビ朝日） - 「おじさんだけどTikTokで流行ってる振り付けを覚えよう!」先生役
- ソノサキ〜知りたい見たいを大追跡!〜（2019年2月12日、テレビ朝日） - スタジオゲスト エリカのみ

### ミュージックビデオ
- 西野カナ『トリセツ』（2015年） - エリカのみ

## 書籍

### デジタル写真集
- 『Eri-Mari』ヤンマガデジタル写真集（2018年9月28日、講談社）[8]
- 『ヤンマガアザーっす！<YM2025年4/5号未公開カット>』ヤンマガデジタル写真集（2025年2月28日、講談社）[9]
- 『【105P完全版】ヤンマガアザーっす！<YM2025年4/5号未公開カット>』ヤンマガデジタル写真集（2025年2月28日、講談社）[10]
- 『Erika ヤンマガアザーっす！<YM2025年4/5号未公開カット>』ヤンマガデジタル写真集（2025年2月28日、講談社）[11]
- 『百瀬まりな ヤンマガアザーっす！<YM2025年4/5号未公開カット>』ヤンマガデジタル写真集（2025年2月28日、講談社）[12]
- 『帰ってきた伝説のシスターズ』週プレ PHOTO BOOK（2025年3月31日、集英社）[13]